# St. Maria im Hilgenholt (Bockhorn)
St. Maria im Hilgenholt in der Stadt Bockhorn im niedersächsischen Landkreis Friesland ist eine römisch-katholische Filialkirche der Pfarrei St. Bonifatius (Varel). Sie steht unter dem Patrozinium der Gottesmutter Maria und gehört zum Dekanat Wilhelmshaven im Bistum Münster. Das Gotteshaus ist eine Saalkirche im Stil der Moderne und bietet 200 Gläubigen Platz.

## Geschichte
Die in Bockhorn im ersten Viertel des 13. Jahrhunderts gebaute Kirche ist seit der Reformation evangelisch-lutherisch. Die wenigen in der Region Bockhorn lebenden Katholiken mussten die Gottesdienste in der Pfarrkirche in Varel oder in der Kapelle in Zetel besuchen.
Nach dem Zweiten Weltkrieg fanden etwa 2.500 katholische Flüchtlinge und Vertriebene vor allem aus Schlesien eine neue Heimat in der Bockhorner Diaspora. Die Seelsorge übernahm ab 1946 ein zugewiesener Geistlicher. Weil kein Kirchengebäude vorhanden war und Heilige Messen meistens in der evangelischen Kirche in Bockhorn gefeiert werden mussten, wünschten sich die im Seelsorgebezirk Bockhorn lebenden Katholiken ein eigenes Gotteshaus.
Die nach den Plänen des Architekten Erich Kosian (Zetel) 1953 gebaute Kirche ist ein schlichter Backsteinbau mit einem kleinen aufgesetzten Kirchturm, in dem nur eine einzige Glocke (Ø 45 cm) mit dem Schlagton fis1 hängt. Weil das Gotteshaus der Hl. Maria geweiht wurde und im Bockhorner Ortsteil Hilgenholt steht, wird es allgemein „St. Maria im Hilgenholt“ genannt. Das Wort Hilgenholt bedeutet dabei „Heiliges Holz“. 1967 verfügte der Bischof von Münster die Errichtung der selbstständigen Pfarrei Bockhorn.
Durch Fusion entstand am 2. Dezember 2007 die neue Kirchengemeinde St. Bonifatius (Varel) aus den Pfarreien Varel und Bockhorn, der Kapellengemeinde Zetel und dem Pfarrrektorat Jaderberg.
Am 1. Januar 2024 schlossen sich die Pfarreien St. Bonifatius (Varel), St. Willehad (Wilhelmshaven), St. Marien (Brake), St. Benedikt (Jever), St. Willehad (Wangerooge) sowie St. Willehad (Nordenham) zusammen zum Katholischen Kirchengemeindeverband „Pastoraler Raum Wilhelmshaven“.

## Orgel
Die Firma Alfred Führer (Wilhelmshaven) baute 1965 in St. Maria im Hilgenholt eine einfache Orgel (I+aP/4) und führte 1989 eine Reinigung durch. Der Ostfriesische Orgelservice (Wiesmoor) setzte das Instrument 2009 wieder instand.
Die Schleifladen-Orgel besitzt neben dem Pedal (C - d1) nur ein Manual (C - f3) und hat 4 Register. Die Spieltraktur und die Registertraktur sind mechanisch.